# Razzmatazz (discothèque)
Pour les articles homonymes, voir Razzmatazz.
Le Razzmatazz est la plus grande discothèque de Barcelone avec cinq salles dont deux de 2 000 personnes. Elle est aussi une salle à concerts.

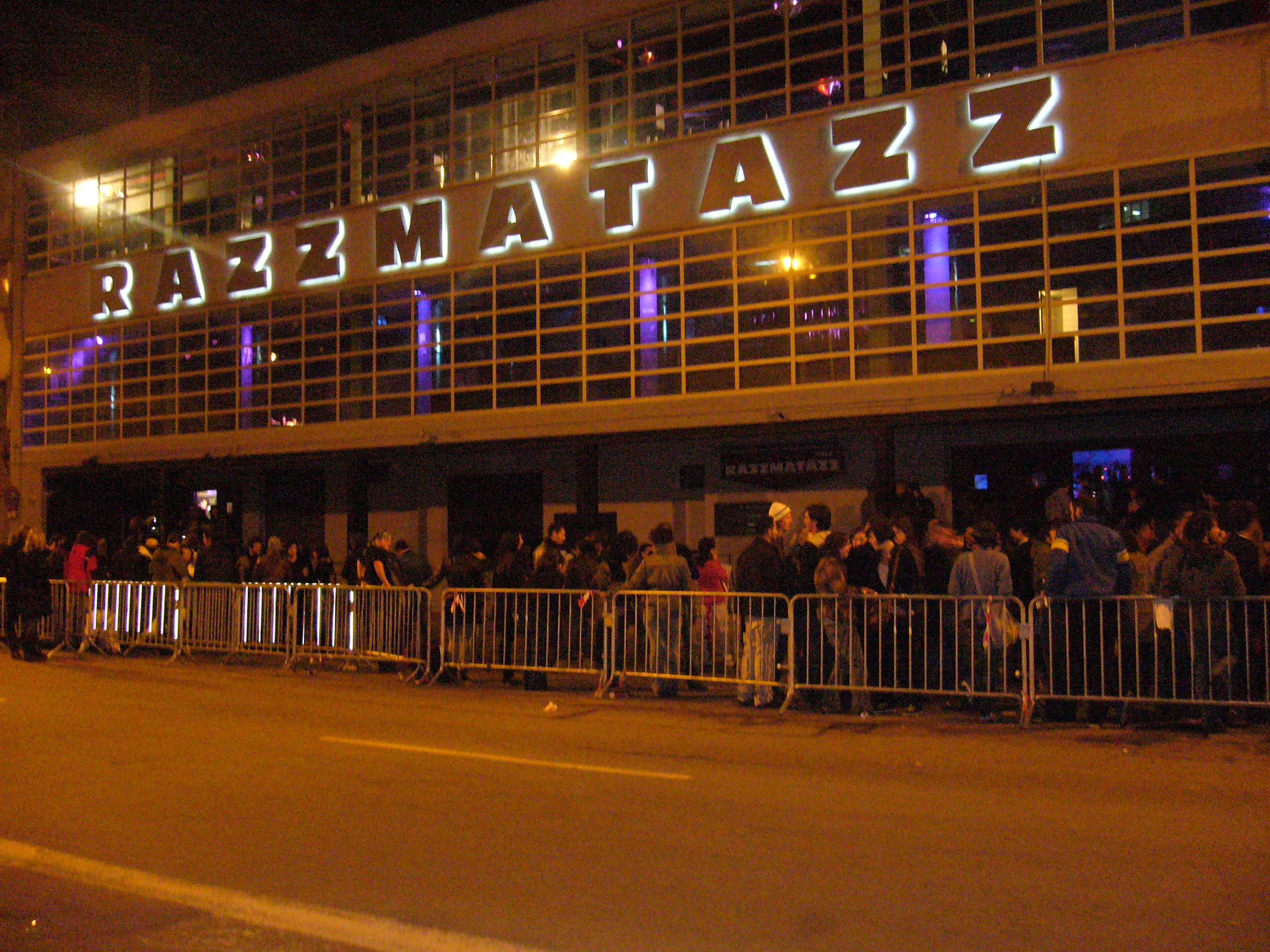
Entrée de la Razzmatazz.

Elle emploie environ 120 personnes. Lors de la pandémie de Covid-19, elle reste fermée durant près de 18 mois.